# Lev Goloubev
Ne doit pas être confondu avec Lev Goloub.
Pour les articles homonymes, voir Goloubev.
Lev Viktorovitch Goloubev (en russe : Лев Викторович Голубев, Goloubew ou Goloubeff en France ; 1876-1942) est un noble russe, chambellan, conseiller d'État de l'Empire russe (ru) en 1916, dernier propriétaire du domaine Aleksandrovka dans l'oblast de Louhansk, exilé en France, en 1920.

## Biographie

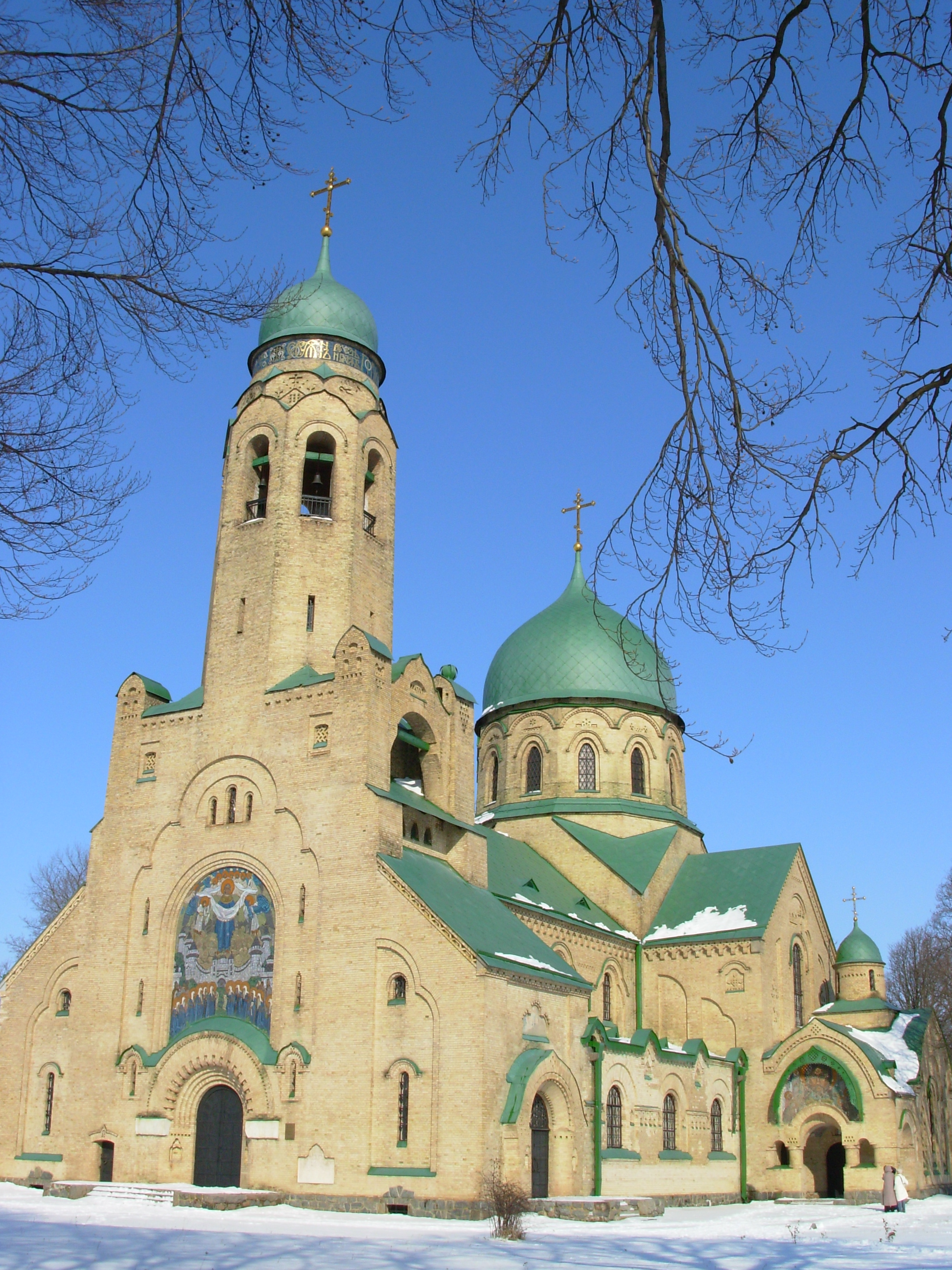
Église de Parkhomovka

Lev Viktorovitch Goloubev est issu de l'aristocratie impériale russe, de la noblesse héréditaire d'Oleksandrivsk, du Gouvernement d'Ekaterinoslav, fils de Viktor Fiodorovitch Goloubev (ru), ingénieur civil et industriel prospère, et d'Anna Petrovna.
Après des études au lycée impérial Alexandre, il entre en 1896 au service des Œuvres de l'impératrice Marie Fedorovna, bureau pour la gestion de la charité dans l'Empire russe.
Après le départ de son frère Viktor Goloubev à l'étranger, en 1901, il prend la succession dans la région de Kiev  à Parkhomovka (ru) et engage en 1903-1907, la construction de l’Église de l'Intercession de la Mère de Dieu (ru), de style Art nouveau. Elle a été construite construite à la charge et sous la supervision des deux  fils, Viktor et Lev Viktorovitch Goloubev, d’après les plans de leur père. L'architecte a tenu compte des souhaits, des notes et des observations des deux frères. Viktor Fiodorovitch Goloubev est mort le 23 février 1903 à Rome. Son corps a été transporté à la propriété familiale, où, après l'achèvement de la construction de l'église, il a été enterré dans une crypte de la chapelle de Saint-Victor. En 1906, Nicolas Roerich réalise deux mosaïques pour l'église.
Au cours de la guerre russo-japonaise, Lev Goloubev est délégué de la Croix-Rouge en Extrême-Orient. Après la guerre, il est nommé président du conseil d'administration de l'orphelinat Pierre d'Oldenbourg (ru) à Saint-Pétersbourg. En 1907, il devient chambellan. En 1909, il voyage en Mandchourie au nom de la commission de la perpétuation de la mémoire des soldats tombés en Extrême-Orient. En outre, il est magistrat honoraire du comté de Slavianoserbsk et devient conseiller d'État en 1916.
Pendant la Première Guerre mondiale, il est délégué de la Croix-Rouge sur le front du Caucase.
Exilé en France, à Biarritz, en 1920, il est membre fondateur du « parlement russe » en France , membre du Conseil des anciens. Il s'occupe de charité et des dons pour la cathédrale Saint-Alexandre-Nevsky de Paris

## Famille
Il était marié à Alexandra Stepanovna Makarova, la fille de l'amiral Stepan Makarov. Ils eurent un fils, Vadim.

## Décorations
- Chevalier de l'ordre de Sainte-Anne de deuxième classe
- Chevalier de l'ordre de Saint-Vladimir de quatrième classe